# Leandro Cunha
Leandro Leme da Cunha (São José dos Campos, 13 de outubro de 1980) é um judoca brasileiro.
Atleta representante das Olimpíadas de Londres 2012.
Vice-campeão mundial em Tóquio 2010 e Paris 2011.
Como um dos representantes do país nos Jogos Pan-americanos de 2011, em Guadalajara, no México, ganhou a medalha de ouro na categoria até 66 kg.
5 vezes campeão Pan-Americano,  campeão dos jogos mundiais da korea 2015.
Técnico da equipe base do Canadá 🍁 youth academy and high performance